# Elektrophon
Als Elektrophon, aus dem Griechischen übersetzt etwa Elektroklinger bezeichnet man in Anlehnung an die erweiterte Hornbostel-Sachs-Systematik meist eine Gruppe von Musikinstrumenten, die zur Wiedergabe des Schallereignisses einen Kopfhörer oder Lautsprecher mit Audioverstärker verwenden müssen. Dabei ist die eigentliche verwendete Technik der Tonerzeugung und die Spielweise sehr vielfältig.
Prinzipiell sind bei den Elektrophonen Musikinstrumente mit elektrischer Verstärkung einer mechanischen Schwingung (wie bei der Saite einer E-Gitarre) und Instrumente mit rein elektronischer Tonerzeugung durch Frequenzgeneratoren (wie Elektronische Orgel oder Synthesizer) unterscheidbar.
Im erweiterten Sinne können zu den Elektrophonen auch MIDI-Geräte gehören, die über keine eigene Toneingabe-Vorrichtung verfügen oder nur zur Abspeicherung entsprechender MIDI-Befehle (Sequenzer) dienen. Da hier die Grenzen zur Computer-Technologie fließend sind, ist eine genaue Kategorisierung nicht möglich.
Man kann Unterscheidung nach Tonerzeugung oder Unterscheidung nach Spielweise anstellen.

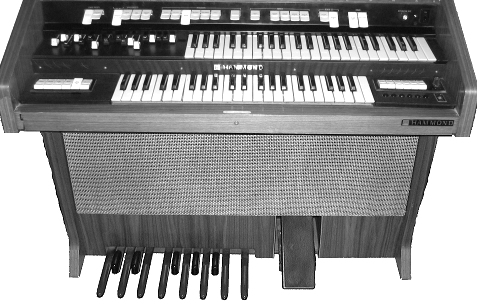
Hammondorgel

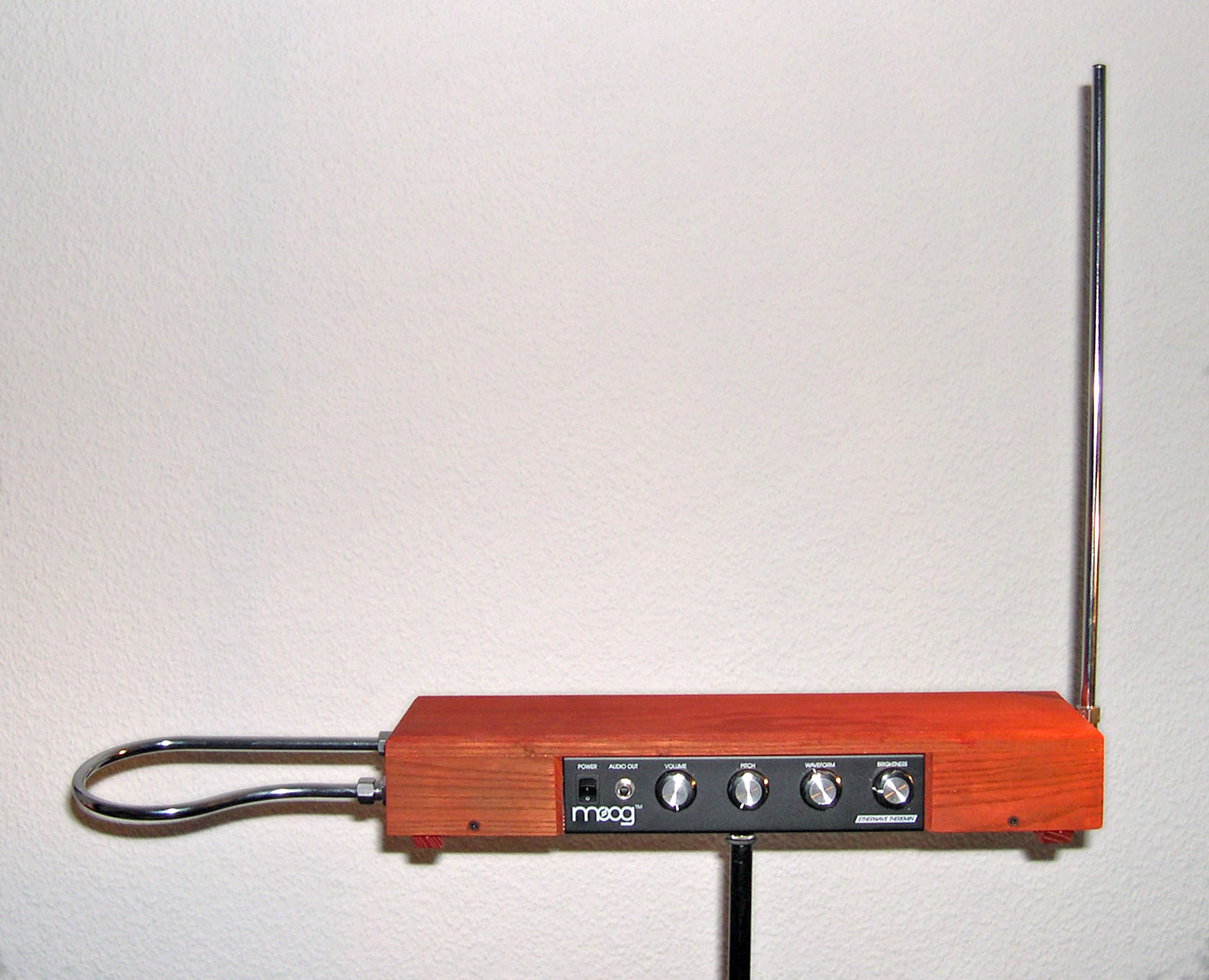
Modernes Theremin

## Geschichte
In der deutschsprachigen Literatur, vor allem in Lexika, kommt dem mährischen Prediger Prokop Diviš die Ehre zu, bereits ab 1730 mit der Entwicklung des Denis d’or das erste Elektrophon geschaffen zu haben. Dies beruht jedoch auf der Formulierung „elektrischer Mutationsflügel“ im Reallexicon der Musikinstrumente von Curt Sachs aus dem Jahre 1913, der missgedeutet wurde. Das Klavier war eine Mutation, elektrisch war nur ein elektrischer Schlag, den man dem Spielenden verabreichen konnte.
Reibungselektrizität zur Klangerzeugung nutzte dagegen 1759 der französische Jesuit Jean-Baptiste Delaborde mit dem Clavecin électrique.
Der technisch versierte Berliner Rechtsanwalt Richard Eisenmann, ein Schüler von Helmholtz, erfand um 1900 eine Vorrichtung, mit welcher man mit einem Klavier andere Instrumente, etwa eine Orgel oder ein Saiteninstrument, imitieren konnte. Auch war es mit dieser Erfindung möglich, Töne an- und abschwellen zu lassen. Um die Schwingungen der Saiten zu beeinflussen und die Klangfarbe zu variieren, verwendete Eisenmann eine Vorrichtung, die für die damalige Zeit sehr fortschrittlich war. In zeitgenössischen Berichten wird sie so beschrieben:
„Zum Betrieb des Klaviers gehört eine Akkumulatorenbatterie von zehn Zellen. Über jeder Saite befindet sich ein Hufeisenmagnet, dessen eines Drahtende mit dem aller anderen Elektromagneten an eine gemeinsame Metallschiene gelegt ist, die durch einen Stromunterbrecher besonderer Konstruktion mit der Batterie verbunden ist. Das Ein- und Ausschalten des Stromunterbrechers geschieht durch ein Pedal, durch dessen Bewegungen auch die Stromstärke verändert werden kann, wodurch die vorerwähnten Modulationen hervorgerufen werden.“